# Adelogorgia

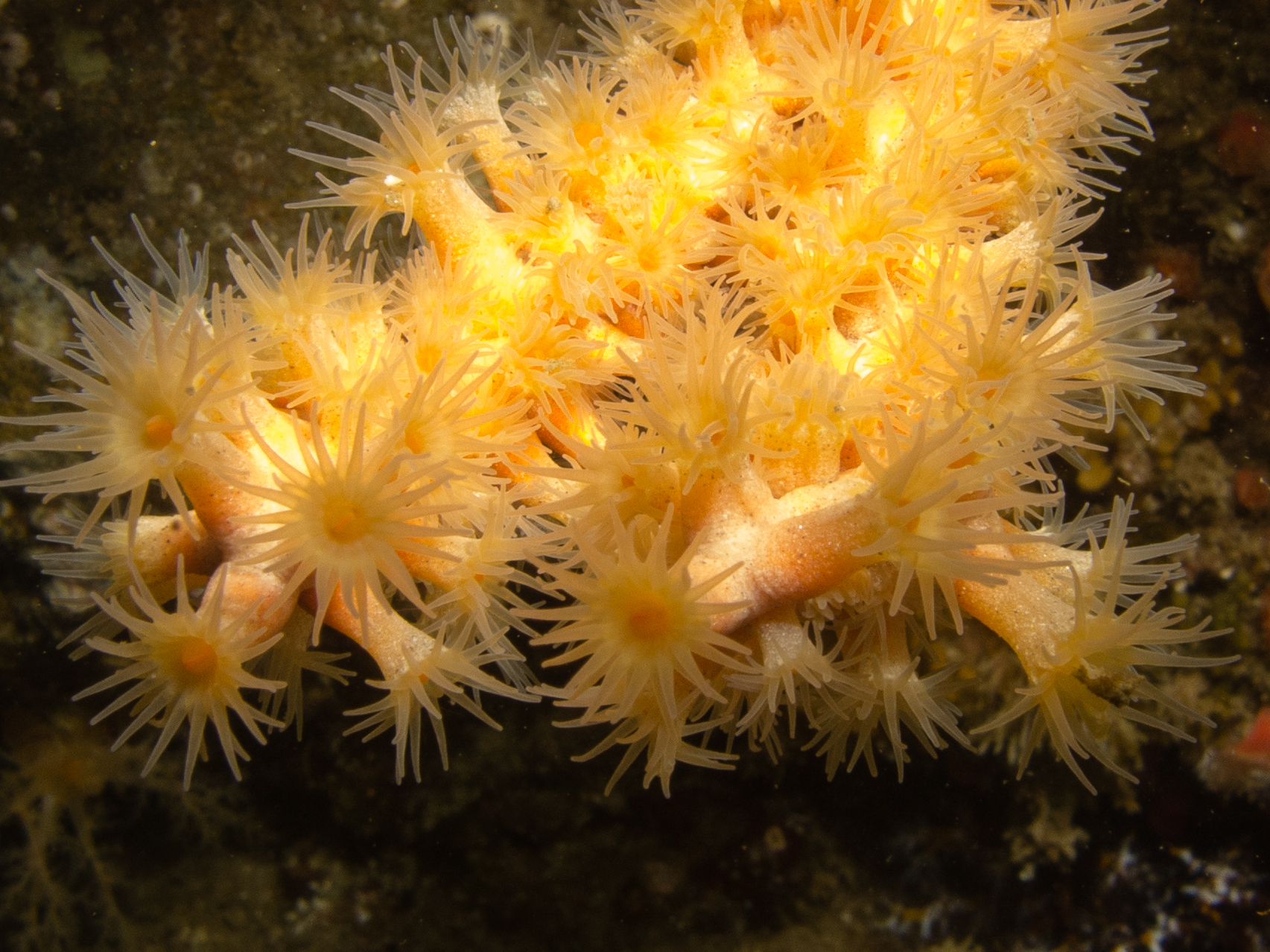
Pólipos de Adelogorgia phyllosclera

Adelogorgia es un género de gorgonia marina perteneciente a la familia Gorgoniidae, del orden Alcyonacea.
Este género de octocorales está distribuido por aguas tropicales y subtropicales del océano Pacífico este.

## Especies
El Registro Mundial de Especies Marinas reconoce las siguientes especies en el género:
- Adelogorgia phyllosclera Bayer, 1958
- Adelogorgia telones Bayer, 1979

## Morfología
Gorgonias con ramificación flabeliforme (forma de abanico), lateral, normalmente en un plano, con pocas e irregulares ramas redondas. Las ramas no se anastomosan entre sí. El axis, o eje, de la colonia es córneo, de gorgonina; con una amplia cámara transversal en su núcleo, que contiene una red de filamentos orgánicos. En la base del tallo de la colonia poseen extensiones, a modo de raíces, para anclarse en grietas de rocas o sedimentos lodosos.
La estructura esquelética está recubierta por una masa carnosa (cenénquima), o tejido común generado por ellos, que en el caso de Adelogorgia es grueso, de donde salen los pólipos de 8 tentáculos, que son totalmente retráctiles, y que sobresalen de la superficie del cenénquima. Los pólipos están conectados directamente con el sistema de canales del núcleo central de la colonia.
El color del cenénquima que recubre el esqueleto depende de la especie, en el caso de A. phyllosclera es rojo, salvo excepciones; mientras que en A. telones es blanco, o amarillo limón.
Tanto el cenénquima, como el tejido de los pólipos, tienen escleritas calcáreas, de los tipos husillo, cabrestante, y la que es predominante, siendo distintiva del género, de doble disco. Escleritas antocodiales (escleritas en la base del pólipo), son husos pequeños y espinosos.
Suelen ser pequeñas colonias de 20 cm, pero alcanzan los 60 cm de altura máxima.

## Alimentación
Sus especies carecen de algas simbiontes zooxantelas, por lo que se alimentan de las presas de microplancton que capturan con sus minúsculos tentáculos, así como de materia orgánica disuelta que obtienen del agua.

## Reproducción
Los huevos, una vez en el exterior, permanecen a la deriva arrastrados por las corrientes varios días, más tarde se forma una larva plánula que, tras deambular por la columna de agua marina, se adhiere al sustrato o rocas, y comienza su metamorfosis hasta convertirse en pólipo. Posteriormente se reproducen asexualmente por gemación, dando origen a la colonia coralina.

## Hábitat
Suelen habitar en aguas subtropicales, de profundidad media, con su base enterrada en el sedimento, en suelos arenosos o grietas de rocas.
Su rango de profundidad está entre 30 y 300 m.

## Distribución geográfica
Se distribuyen en el océano Pacífico este. Desde California (EE. UU.), México, Panamá y en las islas Galápagos.